# Lorditomaeus harpalinus
Lorditomaeus harpalinus är en skalbaggsart som beskrevs av Gerstaecker 1883. Lorditomaeus harpalinus ingår i släktet Lorditomaeus och familjen Aphodiidae. Inga underarter finns listade i Catalogue of Life.